# Eva Schloss

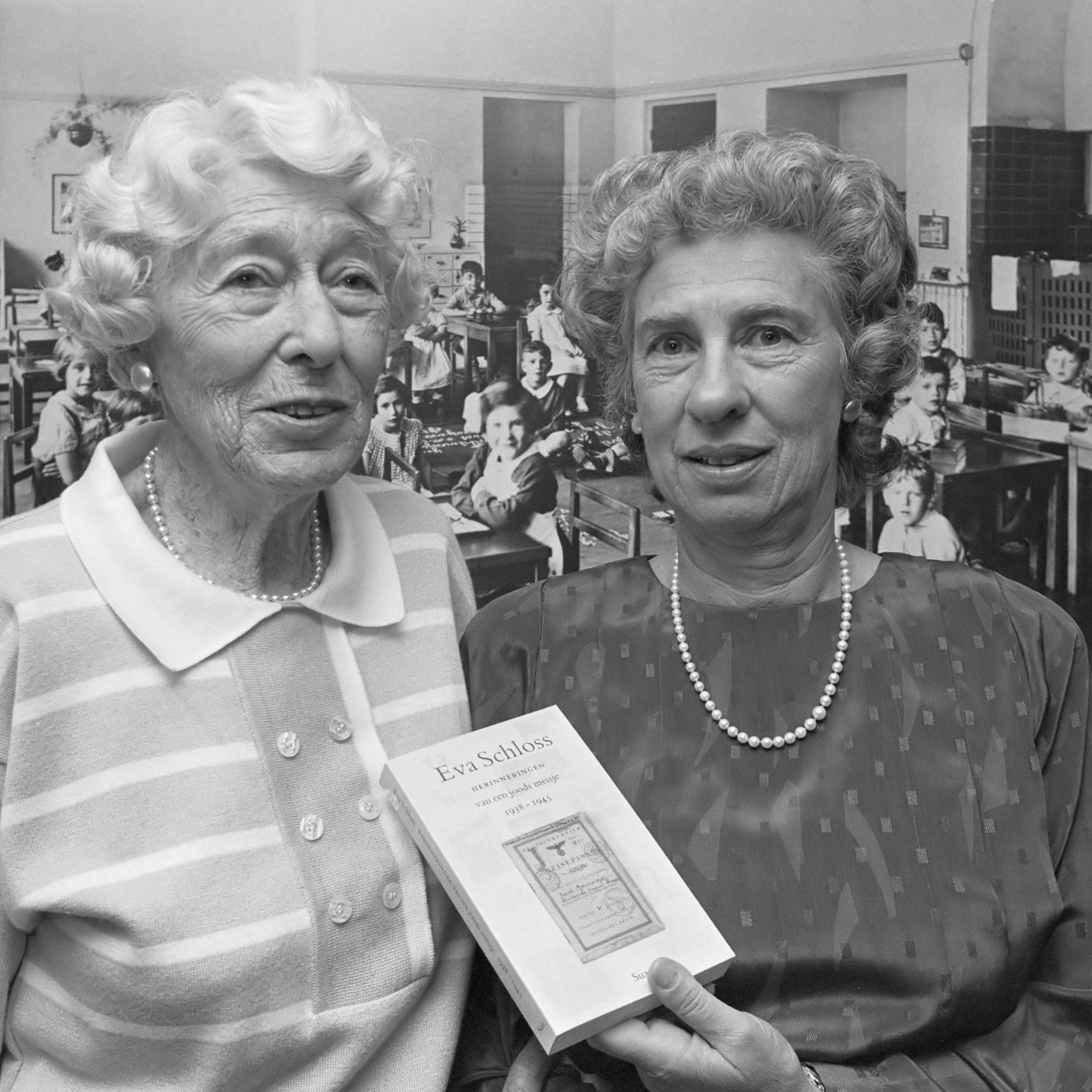
Eva Schloss (jobb oldalon) az édesanyjával

Eva Geiringer Schloss (Bécs, 1929. május 11. –) holokauszttúlélő, Otto Frank (Margot és Anne Frank édesapja) nevelt lánya.

## Élete
Ausztria 1938-as annexióját követően a családja először Belgiumba, majd Amszterdamba költözött. Itt találkozott Anne Frankkal, akivel barátok lettek. Hollandia 1942-től német megszállás alatt állt, ezalatt bujkálásra kényszerültek. 1944 májusában egy holland nővér elárulta a családot, ezt követően auschwitz- birkeneaui koncentrációs táborba szállították őket. Csak az édesanyja, Elfriede és ő élték meg a tábor 1945-ös felszabadítását, az apja és a bátyja meghaltak. Végül 1945 májusában tértek vissza Amszterdamba. Itt találkoztak újra Otto Frankkal, aki hamarosan megkezdte Anne naplójának szerkesztését, amiben Eva édesanyja nyújtott neki segítséget. Otto és Elfriede 1953-ban házasodtak össze.
1951-ben Eva Angliába költözött, ahol találkozott későbbi férjével, Zvi Schloss-szal, akivel Londonban telepedtek le, három lányuk született. 1985-től vállal aktív szerepet a holokausztról szóló előadásaival, iskolákat látogatott meg és könyveket írt. Társalapítója az Anne Frank Alapítványnak Nagy-Britanniában, illetve munkája elismeréseként a Northumbria Egyetem díszdoktorává avatta 2001-ben.

## Munkái
- Eva's Story
- The Promise
- After Auschwitz